# Schouteneilanden
De Schouteneilanden zijn een eilandengroep in de Geelvinkbaai in de Indonesische provincie Papoea, bestaande uit de grotere eilanden Biak, Supiori en Numfor, en enkele kleinere eilanden zoals de Padaido-eilanden, Insumbabi en Rani.
Tijdens de periode van Nederlands bestuur over Nederlands-Nieuw-Guinea waren de Schouteneilanden een onderafdeling van het bestuursressort Geelvinkbaai. Sinds de overdracht van het bestuur aan Indonesië in 1963 is de naam Schouteneilanden in onbruik geraakt. Tegenwoordig behoren de eilanden tot het regentschap (kabupaten) Biak-Numfor.
De Schouteneilanden zijn genoemd naar Willem Cornelisz Schouten, die in 1616 met Jacob le Maire in opdracht van de Australische Compagnie langs de noordkust van Nieuw-Guinea voer en de eilanden aandeed. In 1526 had Jorge de Menezes deze eilanden reeds bezocht die hij naar de plaatselijke Melanesische zeevaarders waaronder de Biakkers die ook als piraten (papwas) op de Molukken bekend waren Ilhas dos Papuas genoemd. Hiervan zijn ook de namen Papoea, West-Papoea en Papoea's afgeleid.